# Odeceixe
Odeceixe (Aussprache [ɞdɘsɘiʃɘ]) ist eine Kleinstadt und Gemeinde an der Westküste der Algarve im Süden Portugals.
Die Stadt liegt am Fluss Ribeira de Seixe, der hier die Grenze zum Kreis Odemira und zum Alentejo bildet. Sie liegt zudem im Parque Natural do Sudoeste Alentejano e Costa Vicentina, einem Naturschutzgebiet, das das südliche Teilstück der südwestportugiesischen Küste umfasst.

## Geschichte
Die Ursprünge der Ortschaft scheinen in der maurischen Epoche zu liegen. Ursprünglich hieß der Ort Ceixe (aus dem Arabischen sayh, etwa Strom oder Flusslauf), nach dem damaligen Namen des hier vorbeifließenden Flusses Ribeira de Seixe.
Im Verlauf der Reconquista kam Odeceixe um 1242 zum Königreich Portugal.
Kurz vor dem Tode verweilte dort 1578 König Sebastião für drei Tage.
Beim Erdbeben von 1755 erlitt Odeceixe starke Zerstörungen.
Der Ort wurde am 12. Juli 2001 zur Kleinstadt (Vila) erhoben.

## Verwaltung
Odeceixe ist Sitz einer gleichnamigen Gemeinde (Freguesia) im Kreis (Concelho) von Aljezur im Distrikt Faro. Sie hat eine Fläche von 41,9 km² und 1055 Einwohner (Stand 19. April 2021).
Folgende Ortschaften liegen in der Gemeinde:
- Escampadinho
- João Roupeiro
- Malhadais
- Odeceixe
- Praia de Odeceixe

## Sehenswürdigkeiten und Strände

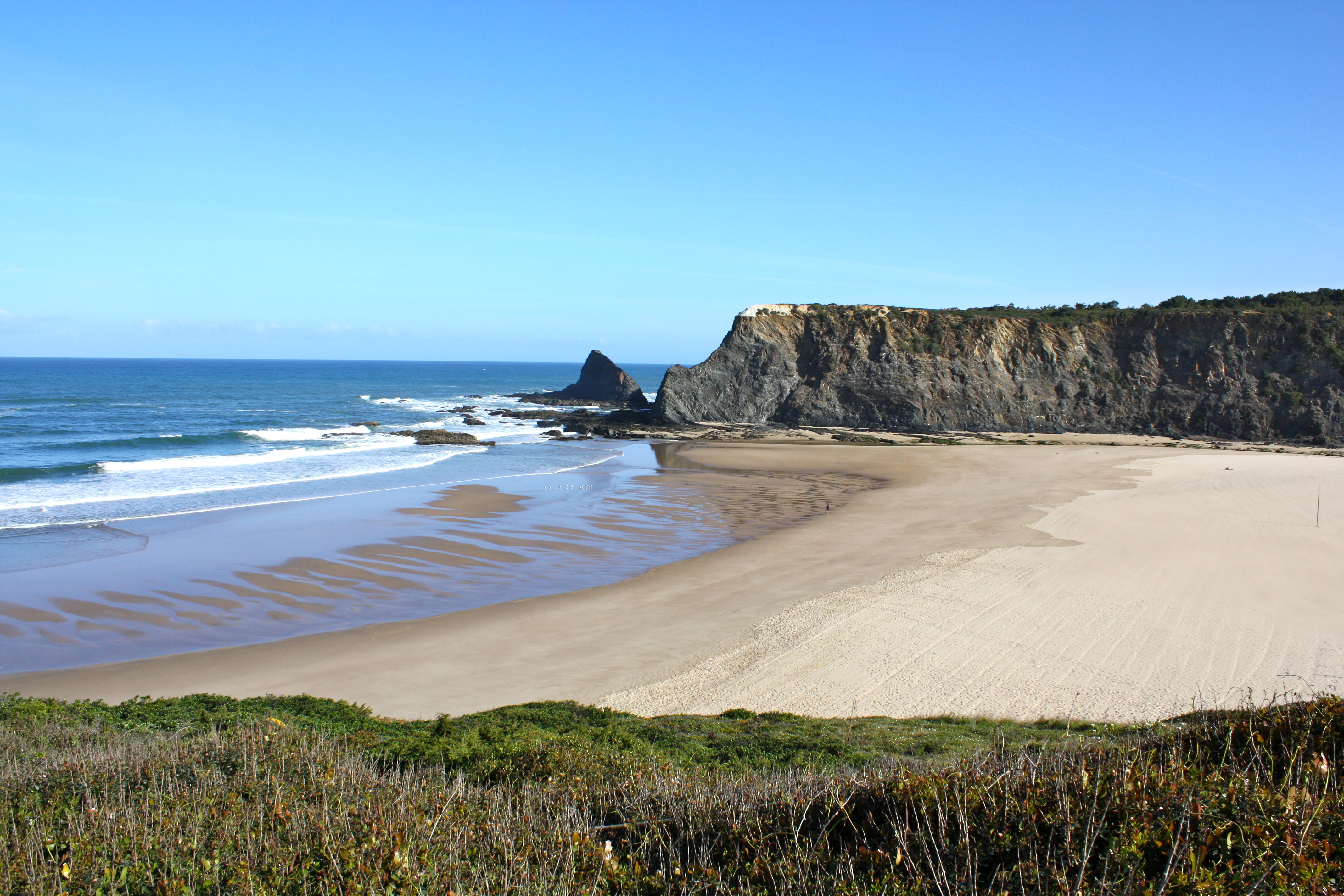
Praia de Odeceixe (im April 2009)

Die 1880 geweihte Pfarrkirche von Odeceixe wirkt äußerlich unscheinbar. Im Inneren trifft man auf einen manuelinistischen Triumphbogen und einen neoklassizistischen Chor.
Im oberen Teil des Ortes steht eine noch voll funktionsfähige Windmühle, heute ein Museum. Im Gemeindegebiet befinden sich weitere Windmühlen.
Odeceixe hat zwei Strände:
- Praia de Odeceixe
- Praia das Adegas

Odeceixe gehört zum Naturpark Vicentinische Küste.